# Shaka Ponk

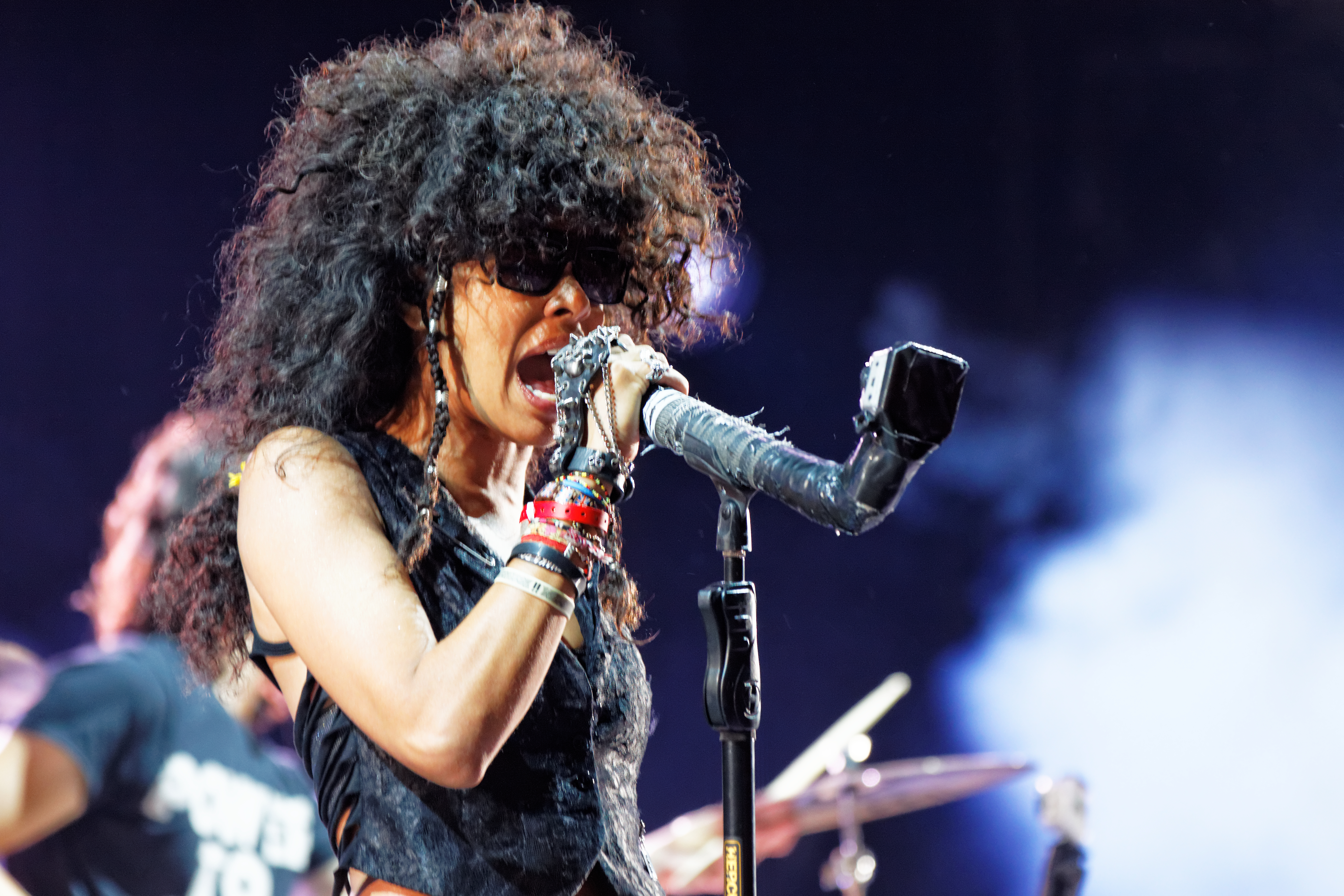
Концерт Shaka Ponk на головній сцені під час Fête de l'Humanité, 2012.

Shaka Ponk часто пишеться SHK PNK - це французький альтернативний рок-гурт з Парижа, утворений у 2000 році. Колектив використовує елементи різних музичних жанрів, таких як рок, фанк та хіп-хоп. Їх тексти являють собою суміш англійської, французької та іспанської. 
В даний час Shaka Ponk складається з шести членів. Сьомим учасником гурту є Goz (скорочення Gustave Orlando Zimbana), віртуальна мавпа яка стала візитною карткою групи і з'являється на кожному концерті на круговому екрані, розташованому на сцені.

## Дискографія
| Рік  | Альбоми                                                   | Чарти   | Чарти   | Відзнаки |
| Рік  | Альбоми                                                   | Франція | Бельгія | Відзнаки |
| ---- | --------------------------------------------------------- | ------- | ------- | -------- |
| 2006 | Loco Con Da Frenchy Talkin                                | —       | —       |          |
| 2009 | Bad Porn Movie Trax                                       | 101     | 194     |          |
| 2011 | The Geeks and the Jerkin' Socks                           | 14      | 18      |          |
| 2014 | The White Pixel Ape (Smoking Isolate to Keep in Shape)    | 2       | 10      |          |
| 2014 | The Black Pixel Ape (Drinking Cigarettes to Take a Break) | 4       | 39      |          |
| 2017 | The Evol                                                  | 6       | 31      |          |
| 2020 | Apeologies                                                | -       | -       |          |